# Национальная ассоциация арменоведческих исследований
Национальная ассоциация арменоведческих исследований (англ. National Association for Armenian Studies and Research, сокр. англ. NAASR) — некоммерческая независимая организация с членством и одним из ведущих в мире центров арменоведческих исследований и библиотек редких книг. Ведущее учреждение в продвижении арменоведения в Северной Америке.

## Описание
NAASR продвигает арменоведение посредством научных исследований, предлагает высококачественные образовательные публичные программы, а также поддерживает и объединяет учёных-арменоведов по всему миру друг с другом и с широкой общественностью для создания глобального сообщества, расширения горизонтов, сохранения и обогащения армянской культуры, истории и идентичности для будущих поколений.

### Некоторые участники
- Джордж Бурнутян — американский историк[4].
- Вардан Грегорян — американский гуманитарий[5].
- Ричард Ованнисян — американский историк[6].

### Публикации
NAASR основал Armenian Heritage Press в ответ на потребность в популярных и научных работах по армянской тематике. За эти годы Press опубликовал ряд важных научных работ, мемуаров и произведений, представляющих общий интерес.
Издательство Armenian Heritage Press также публикует Journal of Armenian Studies под редакцией Марка А. Мамиконяна, состоящий из научных и популярных статей по истории, культуре Армении и смежным темам.

## История
В 1959 году была основана первая кафедра арменоведения в Гарвардском университете  под руководством первых трёх членов-основателей NAASR Мануга С. Янга, Томаса Т. Амиряна и Арры С. Авакян.
Кафедра в Гарварде стала первой профессорской должностью, финансируемой общественной организацией. Вторая кафедра арменоведения появилась вскоре после этого в Калифорнийском университете в Лос-Анджелесе (UCLA) благодаря усилиям NAASR по сбору средств,  в первую очередь в Калифорнии.
В результате достижений в арменоведении, возглавляемых NAASR, широкая общественность получила доступ к постоянно растущему источнику знаний об Армении, её истории, людях и богатой 3000-летней культуре.
Главным толчком к созданию NAASR послужила лекция профессора Ричарда Н. Фрая из Гарварда в Бостонском отделении Ассоциации армянских студентов, где он заявил, что богатое наследие Армении заслуживает признания и что «арменоведение должно стать признанной и уважаемой дисциплиной в университетах».
В 1969 году в Гарварде было осуществлено голосование «за учреждение на факультете искусств и наук должности профессора армянских исследований», и 6 месяцев спустя Роберт У. Томсон был назначен на кафедру, которая впоследствии была названа в честь армянского святого V века, учёного Месропа Маштоца.
После создания армянских кафедр в Гарварде и Калифорнийском университете в Лос-Анджелесе, NAASR поддерживала штатную профессорскую должность в Колумбийском университете в течение 10 лет, пока она не была подарена частным благотворителем. Нина Г. Гарсоян стала первым заведующим кафедрой Centennial Chair of Armenian History and Civilization в Колумбийском университете и была среди лидеров в подготовке нового поколения профессионалов в области арменоведения.
В настоящее время в университетах и колледжах по всем Соединенным Штатам существует 13 обеспеченных должностей и множество не обеспеченных программ. NAASR также поддержал программы по арменоведению в ряде университетов, включая Массачусетский университет в Бостоне и Амхерсте, Университет штата Уэйн, Университет Тафтса, Калифорнийский государственный университет во Фресно, Университет Коннектикута, Университет Ратгерса, Колледж Бентли, Калифорнийский университет в Беркли и колледжи Sage в Нью-Йорке. Благодаря NAASR, в университетах и колледжах Соединенных Штатов было создано около 18 обеспеченных кафедр (профессорских должностей), программ, лекционных должностей и исследовательских центров, в основном частными лицами и фондами. Другие программы находятся на стадии планирования, и большое количество колледжей и университетов предлагают программы или курсы по истории, культуре и языку Армении.